# 格奥尔格·埃瓦尔德
格奥尔格·埃瓦尔德（德語：Georg Ewald，1926年10月30日—1973年9月14日），德国统一社会党政治局候补委员，东德农业、林业和食品工业部部长。

## 生平
1926年，出生于布赫霍尔茨农民家庭。1946年，入党。1949年，任布赫霍尔茨县长。1950年，任斯特拉宗德县委委员。1953年，在“卡尔·马克思”高级党校学习。1954年，为巴特杜博兰县委第一书记。1955年，任吕根县委第一书记。1960年，任新勃兰登堡专区党委第一书记，专区农业常务委员会主席。1963年，为中央委员和政治局候补委员、部长会议农业、林业和食品工业部长，东德农业委员会主席。1968年，任东德农业生产和食品经济委员会主席，部长会议主席团成员。1973年，因车祸逝世。